# Hopea quisumbingiana
Hopea quisumbingiana är en tvåhjärtbladig växtart som beskrevs av Gutierrez. Hopea quisumbingiana ingår i släktet Hopea och familjen Dipterocarpaceae. Inga underarter finns listade i Catalogue of Life.